# Cừu Faroe
Cừu Faroe là một giống cừu nhà có nguồn gốc ở quần đảo Faroe. Cừu lần đầu tiên du nhập vào thế kỷ thứ 9, và giống cừu này từ lâu đã là một phần không thể thiếu của các truyền thống trên đảo. Từ khoảng năm 625, các tu sĩ Công giáo người Ireland đã tới quần đảo này. Họ mang theo cừu đến nuôi trên các cánh đồng cỏ và họ sống như các người ẩn cư. Tên Faeroe cũng được cho là có nghĩa là "hòn đảo cừu", và con vật được vẽ trên huy hiệu lịch sử quần đảo Faroe. Chúng thuộc nhóm cừu đuôi ngắn Bắc Âu, nó là một giống cừu nhỏ nhưng rất khỏe mạnh.
Nơi đây có khoảng 49.000 dân sinh sống, trong khi số cừu được chăm sóc lên đến 70.000. Nhiều người cũng thường gọi vui Faroe là đất mà "cừu nhiều hơn người". Đảo Faroe có số lượng cừu đông hơn người sinh sống, vì vậy dân bản địa luôn dùng những dây đai màu bằng vải buộc vào chân cừu thay vì buộc vào cổ chúng để cho chúng có thể tránh được xe cộ trên đường. Nếu du khách chạy xe vào nơi nào đó trên hòn đảo, bạn sẽ có cơ hội quan sát hành động của những chú cừu giống như đang liếm muối tuyết trên đường.

## Đặc điểm

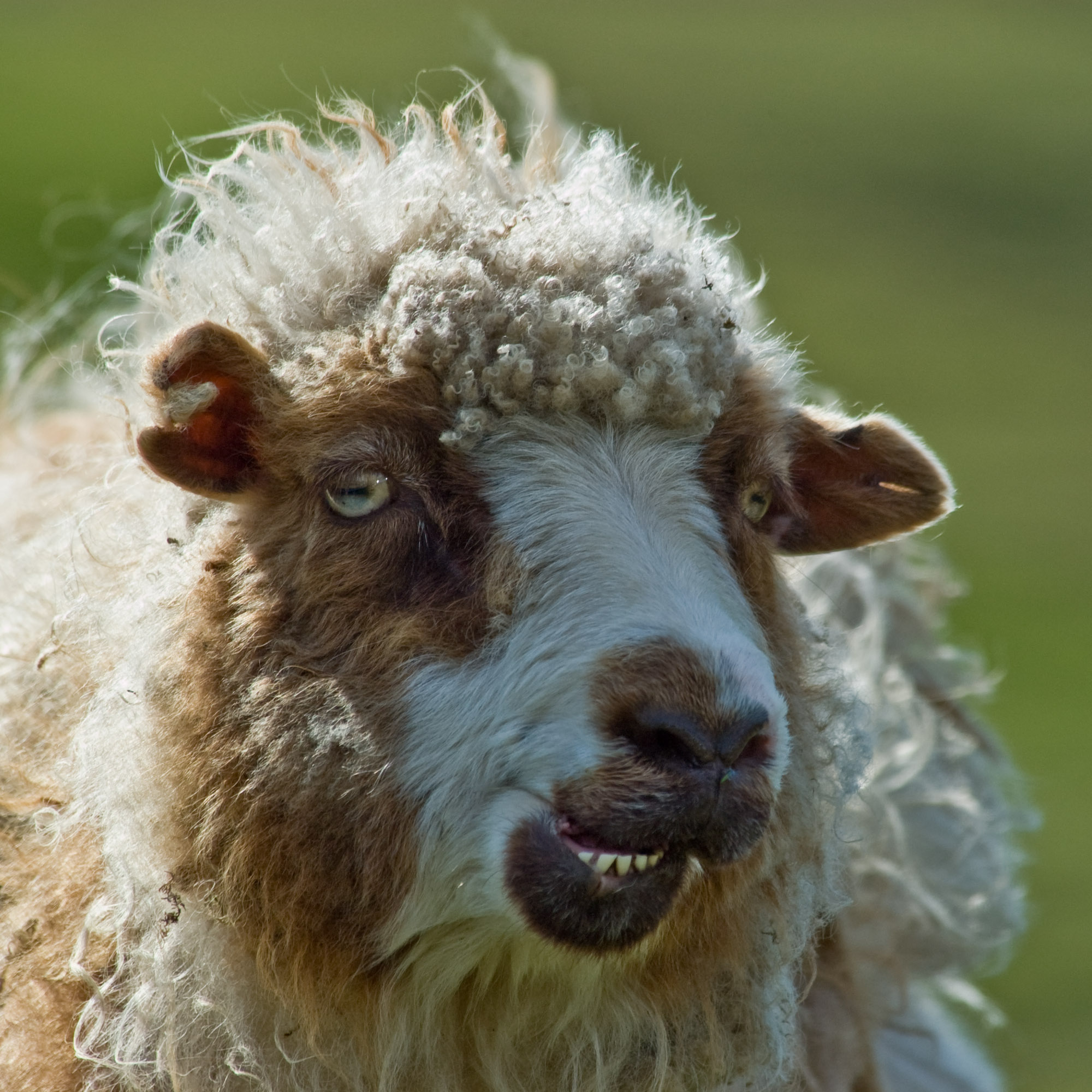
Khuôn mặt của cừu

Cừu cái nặng khoảng 45 pound (20 kg) vào ngày đáo hạn, Cừu đực là 45-90 pounds (20–40 kg). Cừu đực thường có sừng và cừu cái thường khuyết sừng, và giống này xuất hiện tự nhiên trong nhiều màu sắc khác nhau, với ít nhất 300 kết hợp khác nhau với mỗi tên độc đáo của riêng mình. Cừu Faroe có xu hướng có rất ít bản năng sợ sệt do không có kẻ thù tự nhiên, và sẽ quanh năm tự do dạo chơi trong các nhóm nhỏ ở vùng đồng cỏ, trong đó khoảng từ đồng cỏ, đến đỉnh núi đá gồ ghề và tươi tốt. Chúng có liên quan chặt chẽ nhất với các giống cừu Na Uy và cừu Iceland cổ xưa.
Đôi tai thường cắt với thiết kế đơn giản khác nhau, để biểu thị quyền sở hữu và những đồng cỏ cừu thuộc về. Các chính sách nông nghiệp của quần đảo Faroe, có qua nhiều thế kỷ chia các đồng cỏ thành 463 lô đất khác nhau, với một giá trị đo bằng nhãn hiệu, và giữa 40 và 48 con cừu cái đi vào từng nhãn hiệu đã dẫn đến tổng số quy định số lượng cừu cái mà đất có thể hỗ trợ, là 70,384. Trong suốt thế kỷ 20 và 19, sớm muộn một số lượng nhập khẩu của cừu Scotland đã tìm được chỗ đứng, điều này hầu như được thực hiện để có len tốt hơn. Điều này đã dẫn đến một số các con chiên trong đảo Faroes là một giống hỗn hợp, Tuy nhiên phần lớn vẫn còn thuần chủng.
Theo truyền thống, len và len sản phẩm, đã được các yếu tố kinh tế hàng đầu cho các hộ gia đình ở Faroe. Một số lượng đáng kể của áo len dệt kim được xuất khẩu với đứng đơn đặt hàng cho quân đội Đan Mạch, đặc biệt trong các cuộc chiến tranh Napoleon, khi hàng ngàn áo len đã được xuất khẩu hàng năm, vớ len, trong những năm 1600, được sử dụng như một số nhiều sản phẩm để nộp thuế. Sự độc của quyền Hoàng gia Đan Mạch nhận được 100.000 nhà làm áo len và 14.000 đôi vớ, trong năm 1849, trong một thời gian khi chỉ có 8.000 người sinh sống trên quần đảo này. Hôm nay, các giống chủ yếu là giữ cho thịt của nó, với một loạt các món ăn địa phương đang được ưa chuộng nhiều hơn nghệ thuật ẩm thực lấy cảm hứng từ nước ngoài.

## Chăn nuôi
Chúng có tính bầy đàn cao nên dễ quản lý, chúng thường đi kiếm ăn theo đàn nên việc chăm sóc và quản lý rất thuận lợi. Chúng cũng là loài dễ nuôi, mau lớn, ít tốn công chăm sóc. So với chăn nuôi bò thì chúng là vật nuôi dễ tính hơn, thức ăn của chúng rất đa dạng, thức ăn của chúng là những loại không cạnh tranh với lương thực của người.
Chúng là động vật có vú ăn rất nhiều cỏ. Hầu hết chúng gặm cỏ và ăn các loại cỏ khô khác, tránh các phần thực vật có gỗ nhiều. Chúng có chế độ hoạt động ban ngày, ăn từ sáng đến tối, thỉnh thoảng dừng lại để nghỉ ngơi và nhai lại. Đồng cỏ lý tưởng cho chúng như cỏ và cây họ Đậu. Khác với thức ăn gia súc, thức ăn chính của chúng trong mùa đông là cỏ khô.
Chúng là loài ăn tạp, có thể ăn được nhiều loại thức ăn bao gồm thức ăn thô xanh các loại như: rơm cỏ tươi, khô, rau, củ quả bầu bí các loại, phế phụ phẩm công nông nghiệp và các loại thức ăn tinh bổ sung như cám gạo ngũ cốc. Mỗi ngày chúng có thể ăn được một lượng thức ăn 15-20% thể trọng. Chúng cần một lượng thức ăn tính theo vật chất khô bằng 3,5% thể trọng. Với nhu cầu 65% vật chất khô từ thức ăn thô xanh (0,91 kg) và 35% vật chất khô từ thức ăn tinh (0,49 kg). Khi cho chúng ăn loại thức ăn thô xanh chứa 20% vật chất khô và thức ăn tinh chứa 90% vật chất khô.
Nguồn nước uống là nhu cầu cơ bản của chúng. Lượng nước cần cho chúng biến động theo mùa và loại và chất lượng thực phẩm mà chúng tiêu thụ. Khi chúng ăn nhiều trong các tháng đầu tiên và có mưa (kể cả sương, khi chúng ăn vào sáng sớm), chúng cần ít nước hơn. Khi chúng ăn nhiều cỏ khô thì chúng cần nhiều nước. Chúng cũng cần uống nước sạch, và có thể không uống nếu nước có tảo hoặc chất cặn. Trong một số khẩu phần ăn của chúng cũng bao gồm các khoáng chất, hoặc trộn với lượng ít.

## Chăm sóc
Sau khi cho phối giống 16-17 ngày mà không có biểu hiện động dục lại là có thể cừu đã có chửa, Căn cứ vào ngày phối giống để chuẩn bị đỡ đẻ cho cừu (thời gian mang thai của cừu 146-150 ngày) nhằm hạn chế cừu sơ sinh bị chết; Có thể bồi dưỡng thêm thức ăn tinh và rau cỏ non cho cừu có chửa nhưng tuyệt đối tránh thức ăn hôi mốc; Khi có dấu hiệu sắp đẻ (bầu vú căng, xuống sữa, sụt mông, âm hộ sưng to, dịch nhờn chảy ra, cào bới sàn…) nên nhốt ở chuồng riêng có lót ổ rơm và chăn dắt gần, tránh đồi dốc.
Thông thường cừu mẹ nằm đẻ nhưng cũng có trường hợp đứng đẻ, tốt nhất nên chuẩn bị đỡ đẻ cho cừu; Sau khi đẻ cừu mẹ tự liếm cho con. Tuy nhiên, vẫn phải lấy khăn sạch lau khô cho cừu con, nhất là ở miệng và mũi cho cừu con dễ thở. Lấy chỉ sạch buộc cuống rốn (cách rốn 4–5 cm), cắt cuống rốn cho cừu con và dùng cồn Iod để sát trùng; Giúp cừu con sơ sinh đứng dậy bú sữa đầu càng sớm càng tốt (vì trong sữa đầu có nhiều kháng thể tự nhiên); Đẻ xong cho cừu mẹ uống nước thoải mái (có pha đường 1% hoặc muối 0.5%)
Cừu con trong 10 ngày đầu sau khi đẻ cừu con bú sữa mẹ tự do; Từ 11-21 ngày tuổi cừu con bú mẹ 3 lần/ngày, nên tập cho cừu con ăn thêm thức ăn tinh và cỏ non, ngon; 80-90 ngày tuổi có thể cai sữa. Giai đoạn này phải có cỏ tươi non, ngon cho cừu con để kích thích bộ máy tiêu hóa phát triển (đặc biệt là dạ cỏ) và bù đắp lượng dinh dưỡng thiếu hụt do sữa mẹ cung cấp không đủ; Cừu sinh trưởng và phát triển nhanh, mạnh ở giai đoạn này.